# سیمون (اسلام‌شهر)
سیمون یک روستا در ایران است که در دهستان ده عباس شهرستان اسلامشهر واقع شده‌است. سیمون ۲۱۱ نفر جمعیت دارد.